# 速成輸入法
速成輸入法（そくせいゆにゅうほう）は、倉頡輸入法から派生した中国語入力方式。以前は簡易輸入法（かんいゆにゅほう）と呼ばれていた。略して速成、簡易とも。
倉頡入力法を簡素化した入力法であり倉頡と同じ字根で入力するが、分解字根の最初と最後のみの入力で良い。このため、字根分解が比較的容易であり、初心者にも受け入れやすいとされる。同一キーでの候補字が大量に出現するため倉頡入力法に比べて入力速度は遅くなることが多い。一方で、熟練した利用者は、候補の順序も含めて記憶することで、倉頡輸入法に匹敵する速度で入力することも可能である。
香港ではよく使われる入力方式であるが、台湾では倉頡輸入法に比べて著しく利用者は少ない。